# اقبال عباسی
اقبال عباسی (متولد ۱۳۴۲) سیاستمدار اهل ایران، فعال حوزه مطبوعات، استاندار سابق چهارمحال و بختیاری و سرپرست اسبق استانداری اردبیل  در دولت دوازدهم بوده‌ است. وی در حال حاضر عضو هیئت مدیره شرکت پالایش نفت اصفهان می باشد.
عباسی که دارای مدرک تحصیلی کارشناسی ارشد مدیریت دولتی است، شهردار شهرهای گیوی، نیر و بیله‌سوار، فرماندار در شهرستان‌های بیله‌سوار و مشگین‌شهر، معاون هماهنگی اموراقتصادی و توسعه منابع استانداری اردبیل و سرپرست استانداری اردبیل را در کارنامه خود دارد.
اقبال عباسی در جریان انتخابات ریاست جمهوری سال ۱۳۹۲ به عنوان رییس ستاد انتخاباتی حسن روحانی در استان اردبیل معرفی شد. وی در انتخابات ریاست‌ جمهوری ۱۳۹۶ نیز ریاست ستاد روحانی در این استان را بر عهده داشت.

## اعتراضات چهارمحال و بختیاری
چهارمحال و بختیاری از زمان مسئولیت اقبال عباسی در سمت استاندار این استان، دچار اعتراضات عمومی به‌خاطر پرونده آلودگی به ایدز در لردگان، اعتراضات دی‌ماه ۹۶، آبان ۹۸ و دی‌ماه ۹۸ بود. اعتراضاتی که هر بار واکنشی مشابه از سوی اقبال عباسی در سمت استاندار را به دنبال داشته است.
اقبال عباسی با توجه به اختیارات و موقعیت خود در مقام استاندار چهارمحال و بختیاری و رییس شورای تامین استان، نقشی تعیین‌کننده در جریان اعتراضات آبان ۹۸ داشته است. تبیین حدود وظایف و اختیارات هر یک از ارگان‌ها و نهادها در رابطه با امنیت استان و مراقبت مستمر بر رويدادهای امنيتی و انتظامی به منظور ممانعت از تبدیل آن‌ها به بحران و آشوب از جمله وظایف او است.
«فتنه‌گر در هرجای دنیا که باشد فتنه‌گر است. باید متحد در مقابل دشمنی که نظام و دولت را هدف گرفته است بایستیم.»؛ این بخشی از اظهارات عباسی در بهمن‌ماه ۱۳۹۷ است که موضع مشخص او را روشن می‌کند.
او در ادامه اعلام می‌کند «در طی این چهل سال به ویژه در طول یک سال اخیر دشمنان سعی کرده‌اند با تحریم‌ها مردم را به خیابان‌ها بکشانند.» 
او در تیرماه ۱۳۹۷ نیز در واکنش به خروج آمریکا از برجام گفته بود «بازمانده‌های رژیم منحوس پهلوی و منافقان در خارج از کشور قصد دارند از طریق فضای مجازی و شبکه های مختلف با استفاده از مشکلات هر استان در میان مردم ناآرامی ایجاد کنند.» 

### اعتراضات لردگان
نایب رییس کمیسیون بهداشت و درمان مجلس، راشد جزایری در تاریخ ۱۰ مهرماه سال ۹۸ در گفتگو با ایلنا، ابتلای شماری از شهروندان ساکن روستای چنارمحمودی از توابع شهرستان لردگان واقع در استان چهارمحال و بختیاری را تایید کرد. در این گزارش به نقل یک منبع آگاه آمده «برخی از اهالی روستا حدود دوماه پیش، پس از دادن آزمایش دیابت متوجه شدند تعدادی از آن‌ها مشکوک به ابتلا به ایدز هستند. این بیماران به نتیجه این آزمایش اکتفا نکرده و برای اطمینان بیشتر به مراکز درمانی اصفهان و شیراز مراجعه کردند که در آنجا نیز نتیجه مثبت بود.»
در پی این حادثه، اهالی روستای چنارمحمودی مقابل مراکز دولتی لردگان تجمع کردند، به ساختمان خانه بهداشت سنگ پرتاب کردند و دفتر امام جمعه این شهرستان را به آتش کشیدند که به درگیری میان معترضان با نیروهای امنتی و انتظامی انجامید.
روزنامه اینترنتی فراز در تاریخ ۳۰ مهر ‍۱۳۹۸ به ابتلای ۱۳۰ نفر از اهالی این روستا (طبق آمار غیر رسمی) به ویروس اچ ای وی اشاره کرد و در این رابطه نوشت «کسی از چنارمحمودی نان نمی‌خرد، هیچ پزشکی حاضر به معاینه دندان‌هایشان نمی‌شود و سیب‌ها و گوجه‌های پای درخت‌‌ها هیچ میوه‌فروشی را برای خرید وسوسه نمی‌کند.» 
اقبال عباسی در واکنش به حوادث لردگان، ناآرامی‌ها را «توطئه ضد انقلاب» خواند و گفت «اهالی چنار محمودی در اعتراضات لردگان حضور نداشتند.». به گفته او «یک خرده جریان پیچیده‌ در دل اعتراضات مردمی به دنبال اهداف خود بوده است.» 
استاندار چهارمحال و بختیاری همچنین اعلام کرد «یکی از دستگیرشدگان فرزند یک ضد انقلاب سرشناس است که به همراه گروهی از خارج از استان و با لباس های غیر محلی مردم بومی این منطقه به لردگان آمده بودند و پس از ایجاد اغتشاش دستگیر شدند.»  
به گفته اسماعیلی، سخنگوی وقت قوه قضاییه «در خصوص اقدامات خرابکارانه افرادی بازداشت شده بودند که بیشتر آن‌ها آزاد شدند و فقط افراد خاصی اکنون بازداشت هستند که از آشنایان حکومت پهلوی هستند.» 

### اعتراضات دی‌ماه ۱۳۹۶
استاندار چهارمحال و بختیاری در تاریخ ۱۶ دی ۱۳۹۶ اعلام کرد در جریان اعتراضات دی‌ماه ۱۳۹۶ این استان امن بوده است. باشگاه خبرنگاران جوان کمی پیش از اظهارات استاندار چهارمحال و بختیاری در این رابطه نوشته بود که تجمعات اعتراضی در چهارمحال و بختیاری «با دخالت نیرو‌های انتظامی و امنیتی» و پس از حدود دو ساعت خاتمه یافته است. در بخشی از این گزارش آمده است «ناآرامی‌ها در چهارمحال و بختیاری علیرغم تبلیغات گسترده شبکه‌های معاند مجازی و اینترنتی با کمترین خسارت همراه بود» و  «مردم کمترین میزان همراهی را با آشوبگران را داشتند.» 
اقبال عباسی با اشاره به ناآرامی‌های این استان، گفت «نباید اجازه دهیم عده‌ای فرصت طلب بین مسئولان و مردم تفرقه و شکاف ایجاد کنند.»  
استاندار چهارمحال و بختیاری دو روز بعد خطاب به مردم این استان از حضور شهروندان در تظاهرات حکومتی تشکر کرد و این حضور را «سیلی به صورت آشوبگران و مشت بر دهان استکبار جهانی» خواند.
او در بخشی از این پیام نوشته است هیچ «توطئه‌ای» نمی‌تواند بین مردم، نظام و انقلاب سستی‌ ایجاد کند.
اقبال عباسی در تاریخ ۱۶ بهمن ۱۳۹۶ در شورای اداری چهارمحال و بختیاری اعلام کرد این استان در جریان ناآرامی‌ها، امن بود و نباید اجازه داد عده‌ای که به دنبال تفرقه و شکاف بین مردم و مسئولان هستند به خواسته‌های خود برسند.
او در ادامه گفت «این دشمنی‌ها اعم از جنگ تحمیلی، ترور، کودتا، و تحریم‌های ظالمانه اقتصادی که با هدف ایجاد نارضایتی در بین مردم انجام گرفت همگی برای صدمه زدن به نظام و انقلاب اسلامی صورت گرفته است.»
عباسی همچنین در حاشیه جلسه شورای فرهنگ عمومی چهارمحال و بختیاری که ۲۵ بهمن‌ماه برگزار شد، اعلام کرد هیچ جریان سیاسی در «اغتشاشات اخیر» نقش نداشت و حتی «بسیاری از اغتشاشگران» دغدغه اقتصادی و اشتغال نداشتند و صرفا به دلیل ناآگاهی در این اجتماعات بودند.

### اعتراضات آبان‌ماه ۱۳۹۸
استاندار چهارمحال و بختیاری با حضور یافتن در راهپیمایی حکومتی این استان که در تاریخ ۲۸ آبان ۱۳۹۸ برگزار شد، این تظاهرات را «مشتی بر دهان فرصت‌طلبان و سلطنت‌طلبان» خواند که به هدف «اعلام انزجار و خشم از تخریب‌کنندگان، غارت‌گران بیت‌المال و فتنه‌گران» شکل‌ گرفته است. اقبال عباسی معترضان را «فرصت‌طلبانی» خواند که با «منحرف کردن مطالبات مردم، به تخریب اموال و بیت‌المال دست می‌زنند. عباسی در ادامه معترضان را «اشرار و آشوبگر» خواند و هشدار داد که مطابق قانون با این افراد برخورد می‌شود.
اقبال عباسی در تاریخ ۲۹ آبان ۱۳۹۸ گفت: «هر قانونی موافق و مخالفانی دارد اما سوء استفاده از این شرایط برای تخریب اموال بیت المال قطعا نقشه های شوم دشمنان انقلاب برای تضعیف اراده و ایمان مردم انقلابی کشور است که سال ها به شکست منتهی می شود.
طرح اتهام تخریب اموال عمومی توسط استاندار علیه معترضان در حالی است که او در آذر ماه ۹۸ با اشاره به ناآرامی‌های آبان در این استان گفت «مردم اجازه ندادند فرصت طلبان سوء استفاده کنند و هیچ بانک و ساختمان و معبری آسیب ندیده است.

### اعتراضات دی‌ماه ۱۳۹۸ (ساقط شدن هواپیمای اوکراینی)
در تاریخ ۲۶ دی ۱۳۹۸ اقبال عباسی، اعتراضات مردمی شکل گرفته در ایران به دنبال ساقط شدن هواپیمای مسافربری اوکراینی توسط سپاه پاسدارن را به «دشمنان»  نسبت داد و آن را توطئه‌ای خواند که «ایجاد اختلاف میان مردم و مسئولان» و مقابل هم قرار دادن قومیت‌ها را دنبال می‌کند.
اقبال عباسی در نشست شورای فرهنگ عمومی استان در این رابطه اظهارداشت: «دعواهای اخیر در کشور کار شیطان بزرگ است که به صورت پیچیده برای جمهوری اسلامی طراحی شده و یک سردار بزرگ را از کشور گرفت اما خون او دوباره مردم را علیه اسکتبار می‌شوراند.»
استاندار چهارمحال و بختیاری در همان روز با انتشار یادداشتی مردم این استان را بار دیگر به تظاهرات حکومتی فراخواند و نوشت «حضور حماسی مردم در پشتیبانی از مولفه‌های قدرت و اقتدار نظام جمهوری اسلامی در تقابل با دشمنان کینه‌توز کشور و پاسداشت مجاهدت‌های خالصانه و شبانه‌روزی نیروهای مسلح ارزشی و مردمی جمهوری اسلامی ایران خاصه سپاه مقتدر، با توجه به شرایط ناشی از سقوط هواپیمای مسافربری و موج‌سواری رذیلانه سردمداران خون‌آشام شیطان بزرگ و مزدوران منطقه‌ای آن بسیار حائز اهمیت است.

## تقدیر استاندار از عملکرد نیروی انتظامی
تجمعات اعتراضاتی لردگان با خشونت و حمله پلیس به سوی معترضان و استفاده از باطوم و پرتاب گاز اشک‌آور به سوی آنان پایان یافت. اقبال عباسی، استاندار  چهارمحال و بختیاری در پی این حوادث از نیروهای نیرو‌های انتظامی، امنیتی و مردمی قدردانی کرد.
او همچنین در تاریخ ۱ بهمن ۱۳۹۶ نامه‌ای خطاب به حسین اشتری، فرمانده نیروی انتظامی نوشت و از نقش «موثر» نیروی انتظامی در کنترل ناآرامی‌ها قدردانی کرد. در بخشی از این یادداشت می‌خوانیم «حوادث و ناآرامی‌های اخیر کشور صحنه آزمون بزرگی برای ملت فهیم ایران بود... و در این میان نقش نیرو‌های امنیتی، نظامی، انتظامی و قضایی ستودنی است.»
اقبال عباسی در تاریخ ۱۶ دی ۱۳۹۶در واکنش به اعتراضات دی ۹۶ گفت «تلاش نیروی انتظامی و ماموران امنیتی برای تامین آرامش در نقاط مختلف چهارمحال و بختیاری قابل قدردانی است.
استاندار چهارمحال و بختیاری تقریبا یک سال بعد در اسفندماه ۱۳۹۷ با تقدیر از نیروی انتظامی گفت این تقدیر، وظیفه‌ای همگانی است.
«نیروی انتظامی در کشور یک دولت کوچک است.» اقبال عباسی در تاریخ ۲۷ مهر ۱۳۹۹ در مراسم صبحگاه مشترک نیروی انتظامی نیروی انتظامی با بیان این جمله گفت «امنیت امروز جامعه مرهون ایثارگری نیروهای انتظامی و نیروهای مسلح است و وظیفه ما به عنوان شهروند و خدمتگزار در سایر حوزه‌ها در کنار نیروی انتظامی باید دیده شود.» 
عباسی به ارتباط مردم با نیروی انتظامی در همه شرایط زندگی روزمره اشاره کرد و گفت: نیروی انتظامی در خط مقدم ارتباط با مردم قرار دارد که هم در اجرای ماموریت‌های ویژه و هم در برقراری امنیت، خدمات بسیاری به مردم ارائه می‌کند.
عباسی اظهار داشت: همراهی مردم با نیروی انتظامی در تامین امنیت جامعه ضروری است و کارکنان نیروی انتظامی در چهارچوب تکریم با مردم برخورد کنند و جامعه را به فضایی امن برای عموم مردم و محیطی ناامن برای متخلفان و مجرمان تبدیل می‌کنند.
به گفته وی، نیروی پلیس در چهارمحال و بختیاری نیروی خوشنام و فعال است که با وجود همدلی، رفاقت و قانون‌مداری که بین اعضای شورای تامین استان وجود دارد، پاره‌ای از کاستی‌های موجود در نیروی انتظامی نیز برطرف می‌شود و امنیت با محوریت قانون را در جامعه به‌دنبال خواهد داشت.
به گزارش ایرنا، در این آیین از زحمات چهار ساله سردار غلامعباس غلامزاده تقدیر و سرتیپ دوم پاسدار" منوچهر امان‌اللهی" با حکم فرمانده انتظامی کشور به عنوان فرمانده انتظامی چهارمحال و بختیاری معرفی شد.
او همان روز در مراسم معارفه فرمانده انتظامی چهارمحال و بختیاری اعلام کرد «نیروی انتظامی در مسیر تامین امنیت در جامعه به خوبی عمل کرده و استان چهارمحال و بختیاری یکی از امن ترین استان‌های کشور است.
اقبال عباسی در فروردین ماه ۱۴۰۰ طی پیامی مرگ اسماعیل الله‌وردی، از کارکنان نیروی انتظامی را تسلیت گفت. بر اساس گزارش ایرنا، الله‌وردی از ماموران کلانتری اصفهان بود که در جریان اعتراضات آبان جان خود را از دست داده است.
در پیام تسلیت این استاندار آمده است «شکوه، آرامش و امنیت ایران اسلامی همواره مرهون رشادت‌های دلیر مردانی است که در راه ایجاد نظم و امنیت و مبارزه با هنجارشکنان و اخلال‌گران امنیت جامعه می‌کوشند و در این راه جان شیرین خود را در طبق اخلاص گذاشته‌اند.» 

## سوابق اجرایی[۳][۳۳][۳۴]
- شهردار شهرهای گیوی، نیر و بیله‌سوار به مدت هشت سال
- فرماندار در شهرستان‌های بیله سوار و مشگین‌شهر به مدت هشت سال
- معاون هماهنگی اموراقتصادی و توسعه منابع استانداری اردبیل به مدت چهار سال
- سرپرست دفتر آموزش و پژوهش استانداری اردبیل
- سرپرست استانداری اردبیل
- استاندار استان چهارمحال و بختیاری به مدت چهار سال
- عضو هیئت مدیره شرکت پالایش نفت اصفهان [۳۵][۳۶][۳۷][۳۸][۳۹][۴۰][۴۱][۴۲]